# Катта ашула
Катта ашула (узб. Katta ashula) — вид традиционного песнопения у народов Ферганской долины Узбекистана. Катта Ашула является выражением узбекской культурной идентичности, способствующая диалогу между культурами народов Узбекистана.
В 2009 году ЮНЕСКО включило Катта ашула в Репрезентативный список нематериального культурного наследия человечества.

## Описание
С узбекского языка Катта ашула переводиться, как «великое пение». В народной среде получили распространение и другие наименования песни — ашулаи калон, катта ялла, «правдивая» (хакконий) песня, патныс или патнусаки ашула, ликобча ашула (песня с подносом или тарелкой). Это связано с тем, что во время исполнения певцы держат в руках небольшой металлический поднос или тарелку, которая служит для направления звучания в сторону слушателей, собственного прослушивания голоса и голоса напарника, а также определённого украшения тембра звучания.
Катта ашула является частью культурной самобытности различных народов Ферганской долины в Узбекистане, а также в некоторых районах Кыргызстана, Таджикистана и Казахстана. В оригинальном жанре Катта Ашула совмещает элементы театрализованного представления, пение, инструментальную музыку, восточную поэзию и священные ритуалы.
Катта ашула является древним высокохудожественным и профессиональным искусством, импровизационно-декламационного, эмоционально-динамичного и выразительного жанра песнопения. Своими корнями он уходит в ритуальную практику зикра и духовные песнопения среднеазиатских суфийских братств, а также связан с тюркоязычной, узбекской классической поэзией и искусством макомов.
Катта ашула является одним из ярких узбекских национальных музыкальных стилей. Исполняется двумя или более (до пяти) певцами поочередно и без аккомпанемента. Основными особенностями этого пения являются импровизация, единый ритм, исполнение на высоких тонах, широким дыханием, свободным стилем, созвучие слов и ритма. Исполнение на высоких тонах, наличие больших кульминаций, доходчивость слов до слушателей и их воздействие присущи этому песенному направлению, которое имеет такие различные жанры.
Пение Катта ашула доступно профессионально обученным народным певцам (хафиз, катта ашулачи, кори), владеющими сильным и высоким голосом широкого диапазона, а также навыками импровизации. Пение катта ашула требует специальной подготовки, мастерства и виртуозности певцов. Устная передача навыков и техники пения от мастера к ученику остается основным способом сохранения песни и её духовной ценности. Для неё характерна лаконичность средств выражения и экспрессивность музыкального языка, динамичность музыкального развития и яркая эмоциональность. Образный строй связан с традиционной поэзией лирико-философского склада.

## Основа жанра
Газели Алишера Навои, Лутфи, Машраба, Хазини, Мукими, Фурката, Завки является поэтической основой жанра. С XX века используются стихи современных узбекских поэтов, а также народная поэзия. По своей тематике Катта ашула подразделяются на лирико-любовные, философские, дидактические, религиозные и современные. Истоки жанра в древнейших народно-обрядовых песнопениях, в больших «хвалебных» песнях, как марсия, навха, аёлгу, в земледеческих трудовых песнях с их своеобразным сочетанием речитативного начала и распевности, а также в чтении двустиший поэтических форм газелей (газалхонлик), написанных в стихосложении аруз. Именно возвышенное содержание стихов, пение в высоких регистрах, исполнение песни на открытом воздухе при большой аудитории во время больших событий, как праздники, народные гуляния, свабедные торжества и предопредели название песни как «катта ашула».

## Исполнители
Носителями традиций катта ашула являются не только народные, но и профессиональные певцы, которые осваивали знания и навыки, приемы пения традиционной методикой «устоз-шогирд»(мастер-ученик), функционирующих в Коканде, Андижане, Фергане и Ташкенте, а также в консерватории, колледжах искусств и академических лицеях. Формирование и развитие жанра катта ашула связано с наличием исполнительских школ мастерства, которые отличаются интерпретацией, стилями пения и носителями.
Существует четыре школы:
- кокандская школа (Эрка кори Каримов, Шеркузи Бойкузиев, Хамрокул кори, Мелиқузи Юсупов, Турдиали Эргашев, Расулкори Мамадалиев);
- маргеланская (Мамадбува Саттаров, Болтабой Раджабов, Джурахон Султонов, Маъмуржон Узаков, группа «Чоргох» под реководством Турдиали Шарипова);
- андижанская (Фаттоххон Мамадалиев, Одилжон Юсупов, Саиднаби Саидназаров, Джурахон и Эргашвой Юсуповы, Хуршид Хасанов); наманганская (Маллабой Хамидов, Абдулла Газиев, Ибрагим Исаков);
- ташкентская (Акбар кори и Эшмат Хайдаровы, Очилхон Атахонов, Ориф Алимахсумов, Махмуд Таджибоев, Муножот Юлчиева, Бекназар Дустмуродов, Абдунаби Ибрагимов, Соибжон Ниязов, Дилнура Кадыркулова, Нодира Пирматова).

Сохранности и популяризации традиций катта ашула связано с научно-исследовательской и практической деятельностью государственных и общественных организаций — это проведение экспедиций, научные исследования, издания книг и сборников, аудио и видео дисков, выпуск фильмов и телепередач, проведения конкурсов, в особенности, смотров-конкурсов среди молодых певцов, в целях привлечения молодёжи к этому жанру.
Певцы-катта ашулачи были участниками VII Международного музыкального конгресса (Москва, 1971), IV Музыкальной Трибуны Азии (Филиппини, 1976), Европейского фольклорного фестиваля (1985), Фестиваля музыкального фольклора США (1987), Международного музыкального фестиваля «Шарк тароналари» (Самарканд, 1997—2015), Фестиваля традиционной культуры «Асрлар садоси» (Узбекистан, 2008—2013).
С 1984 года в Узбекистане регулярно проводятся республиканские конкурсы исполнителей Катта ашула. В Узбекистане существует программа по «Охране, сохранению и популяризации Катта ашула Ферганской долины», которая удостоилась диплома и золотой медали АССU ЮНЕСКО за лучш4ие опыт сохранения культурного наследия.